# Taca Taca (mina)
El proyecto Taca Taca está ubicado a unos 35 kilómetros hacia el oeste de la localidad de Tolar Grande, en el departamento de Los Andes, provincia de Salta en la región de la puna argentina.
El emplazamiento se encuentra a unos 100 km en línea recta hacia el este de la mina chilena Escondida, el mayor yacimiento mundial de cobre explotado hasta el presente. La formación surge sobre el lateral oeste del Salar de Arizaro y es una de las estructuras que limitan la cuenca.
El yacimiento Taca Taca fue explorado inicialmente por la Dirección General de Fabricaciones Militares en el año 1967, con el objetivo de extraer pórfido cuprífero.

## Geología y mineralización
En el año 1999, un equipo de geólogos publicó los resultados de su investigación en el sector de la puna austral donde se emplaza la estructura Taca Taca. En dicho estudio se reconocen tres etapas de mineralización, vinculándola al complejo volcánico Santa Inés, asignado al Paleógeno. 
Por otra parte, dataciones K/Ar realizadas sobre minerales hidrotermales, mostraron resultados que permiten inducir un proceso de mineralización oligoceno.
Este episodio de mineralización sugiere una correlación con la faja de pórfidos de cobre paleógenos de Chile (yacimiento La Escondida), de latitud y datación equiparables, lo que habilitaría la hipótesis de un ensanchamiento del arco magnético en los 24°S, de modo similar al propuesto para el mioceno superior en la latitud 27°S.
En un trabajo presentado en el año 2012, se definió brevemente a Taca Taca como «un sistema de pórfido de Cu-Au-Mo tipo andino».

## Explotación y reservas
El informe presentado por la empresa Lumina Copper, siguiendo la norma canadiense internacionalmente reconocida NI 43-101 indica para el proyecto Taca Taca:
| Recurso  | Cobre (Millones de toneladas) | Tonelaje total (Millones de toneladas) | Ley (%) | Oro (g/ton) | Molibdeno (g/ton) | Cobre equiv. (%) |
| -------- | ----------------------------- | -------------------------------------- | ------- | ----------- | ----------------- | ---------------- |
| Indicado | 9,6                           | 2170                                   | 0,44    | 0,08        | 0,013             | 0,57             |
| Inferido | 3,4                           | 921                                    | 0,37    | 0,05        | 0,012             | 0,3              |

Con una estimación de 28 años de vida útil, se proyecta que en la etapa de plena explotación el yacimiento producirá 110 000 oz/a (onzas por año) de oro, 244 000 t/a (toneladas por año) de cobre y 4100 t/a de molibdeno.